# 雷居斯
雷居斯（法語：Régusse，法語發音：[ʁeɡys]）是法国普罗旺斯-阿尔卑斯-蓝色海岸大区瓦尔省的一个市镇，属于布里尼奥勒区。

## 地理
雷居斯（43°39'19"N, 6°7'55"E）面积35.3 平方千米，位于法国普罗旺斯-阿尔卑斯-蓝色海岸大区瓦尔省，该省份为法国东南部沿海省份，北起上普罗旺斯阿尔卑斯省，西北角与沃克吕兹省接壤，西接罗讷河口省，南濒地中海，东临滨海阿尔卑斯省。
与雷居斯接壤的市镇（或旧市镇、城区）包括：坎松、韦尔东河畔圣洛朗、韦尔东河畔阿蒂尼奥斯克、韦尔东河畔博迪纳尔、博迪昂、福克斯昂富、穆瓦萨克贝勒维、蒙梅扬。

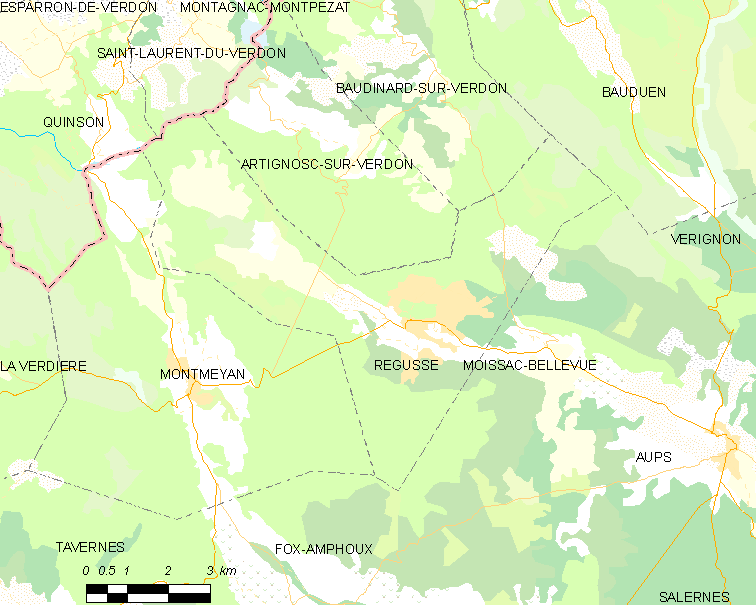
雷居斯的OSM定位图

雷居斯的时区为UTC+01:00、UTC+02:00（夏令时）。

## 行政
雷居斯的邮政编码为83630，INSEE市镇编码为83102。

## 政治
雷居斯所属的省级选区为弗拉约斯克县。

## 人口

1962-2008年间雷居斯人口变化图示

雷居斯于2022年1月1日时的人口数量为2403人。